# 사보이 오페라

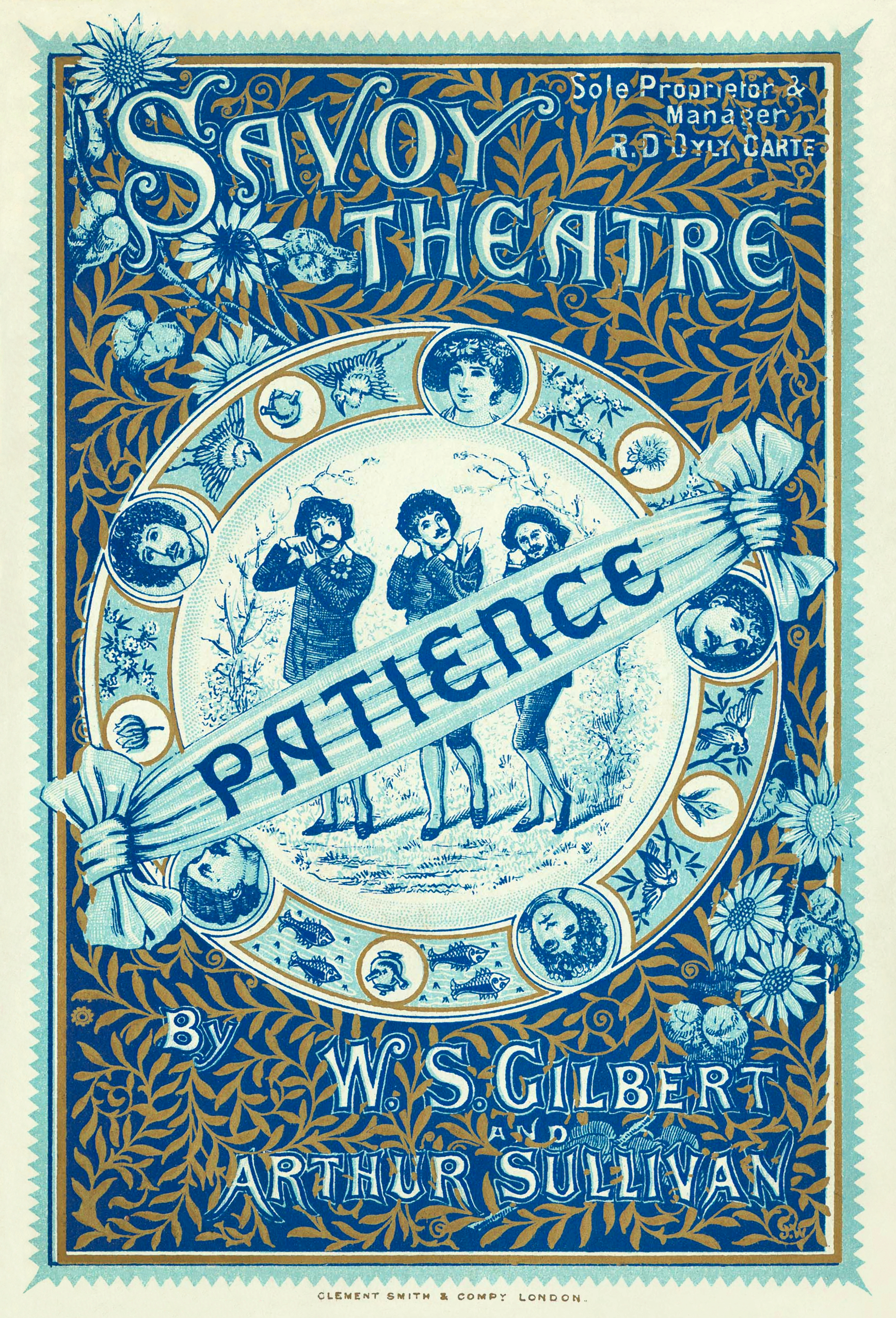

사보이 오페라(savoy opera)는 19세기 후반 빅토리아 시대 영국에서 발전한 코믹 오페라의 한 스타일로, W. S. 길버트(W. S. Gilbert)와 아서 설리번(Arthur Sullivan)이 독창적이고 가장 성공적인 실무자로 꼽힌다. 이름은 리차드 도일리 카르테(Richard D'Oyly Carte)가 길버트와 설리번의 작품을 수용하기 위해 지은 사보이 극장과 나중에 다른 작곡가-대본가 팀이 만든 작품에서 유래되었다. G&S가 아닌 사보이 오페라의 대다수는 표준 레퍼토리에서 발판을 마련하지 못했거나 수년에 걸쳐 사라져서 "사보이 오페라"라는 용어가 사실상 길버트와 설리번과 동의어가 되었다. 사보이 오페라(두 가지 의미 모두)는 현대 뮤지컬 창작에 중요한 영향을 미쳤다.
길버트(Gilbert), 설리번(Sullivan), 카르테(Carte) 및 기타 빅토리아 시대의 영국 작곡가, 대본가, 제작자, 현대 영국 언론 및 문학계는 이러한 종류의 작품을 종종 외설적인 유럽 대륙 오페레타의 내용과 스타일과 구별하기 위해 "코믹 오페라"라고 불렀으며 이는 이들이 옮기고 싶었던 것이다. 그 이후로 길버트와 설리번에 대해 출판된 대부분의 문헌에서는 이러한 작품을 "사보이 오페라", "코믹 오페라" 또는 둘 다로 지칭한다. 그러나 펭귄 오페라 가이드(Penguin Opera Guides)와 기타 일반 음악 사전 및 백과사전에서는 길버트와 설리번의 작품을 오페레타로 분류한다.
길버트와 설리번의 초기 오페라는 런던의 다른 극장에서 상연되었으며, 인내(Patience, 1881)는 사보이 극장에 출연한 최초의 오페라였으며, 따라서 엄격한 의미에서 최초의 진정한 "사보이 오페라"였다. 100년이 넘도록 길버트와 설리번이 리차드 도일리 카르테를 위해 쓴 오페라 13편을 모두 언급했다.